# Xcucul Sur
Xcucul Sur är en ort i Mexiko.   Den ligger i kommunen Umán och delstaten Yucatán, i den östra delen av landet, 1 000 km öster om huvudstaden Mexico City. Xcucul Sur ligger 11 meter över havet och antalet invånare är 431.
Terrängen runt Xcucul Sur är mycket platt. Runt Xcucul Sur är det mycket tätbefolkat, med 1 018 invånare per kvadratkilometer. Närmaste större samhälle är Mérida, 14,4 km norr om Xcucul Sur. Omgivningarna runt Xcucul Sur är en mosaik av jordbruksmark och naturlig växtlighet.